# Tunnelknall

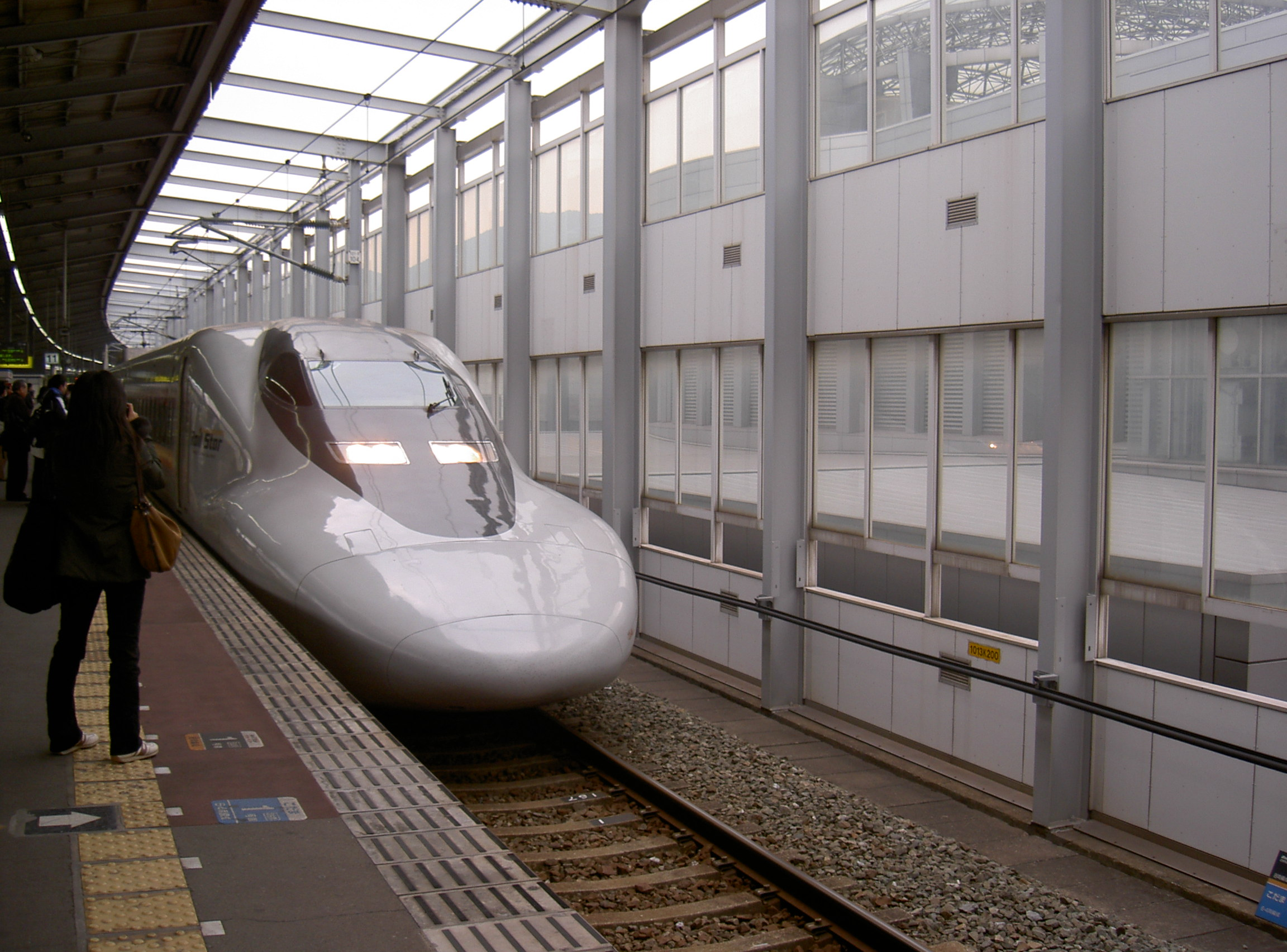
Shinkansen 700 (in Kyoto) mit optimierter Nase gegen den Tunnelknall

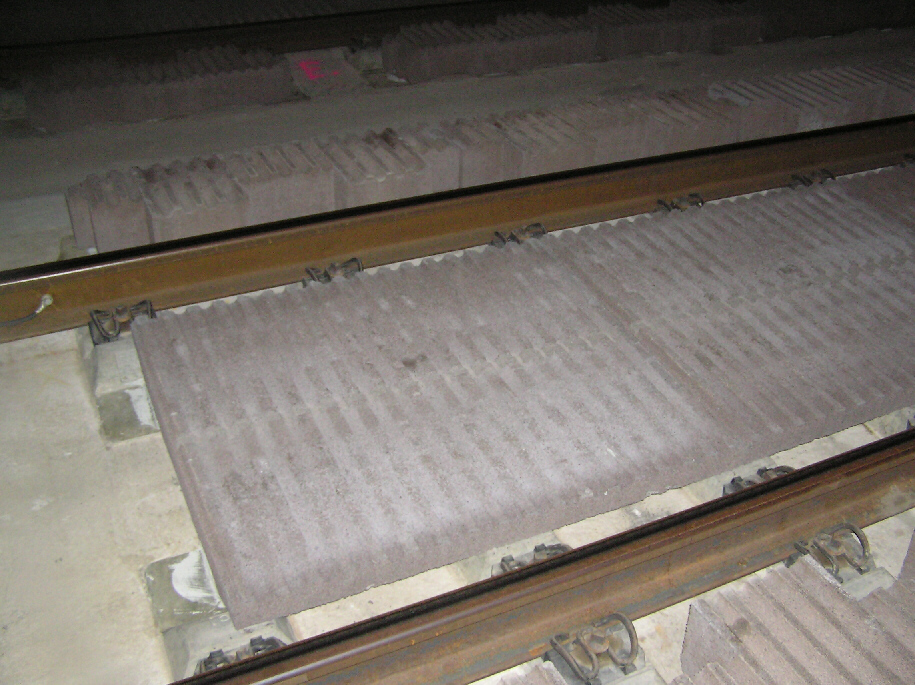
Schallabsorber im Euerwangtunnel

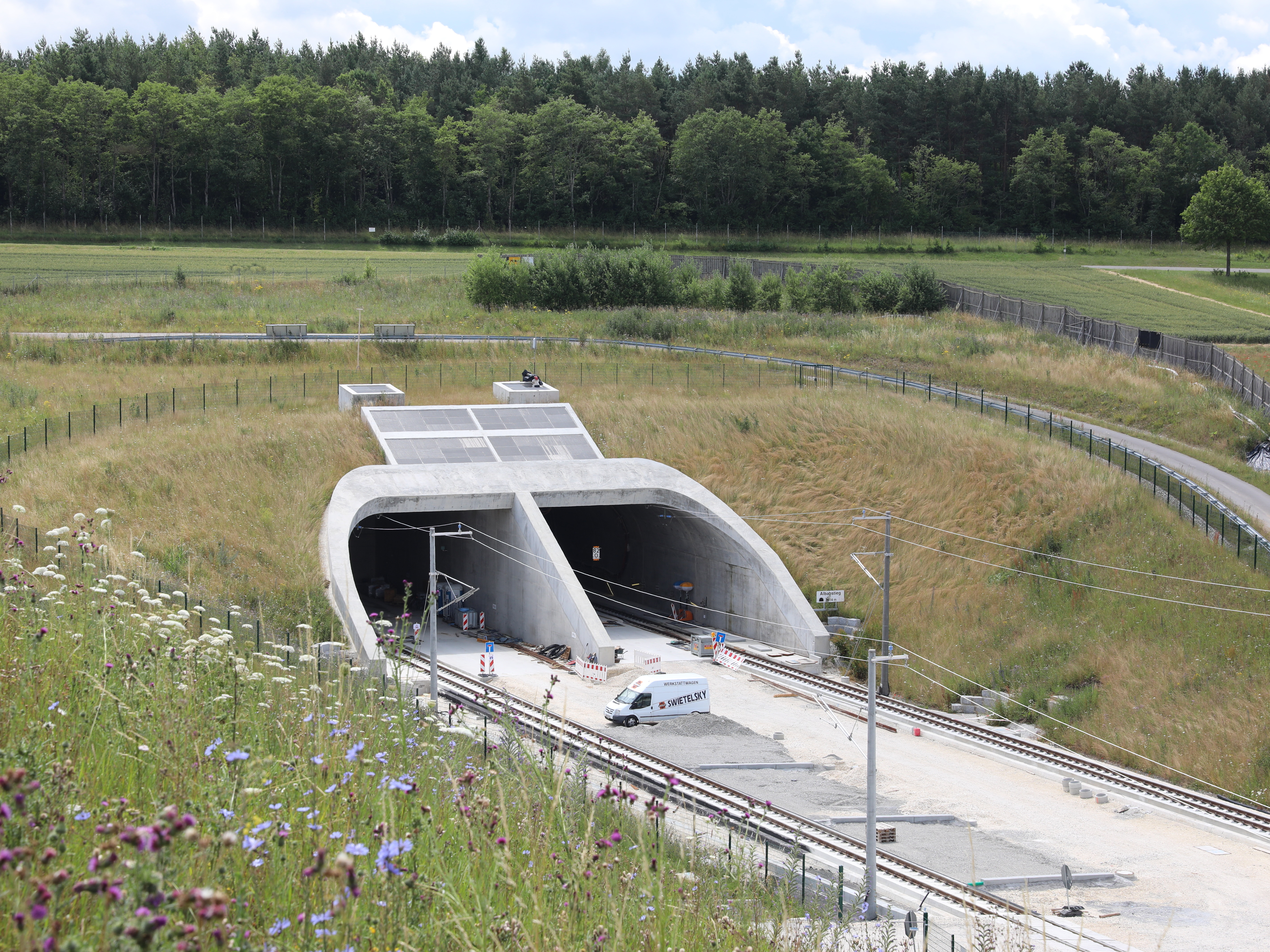
Portalhauben gegen den Tunnelknall am Albabstiegstunnel

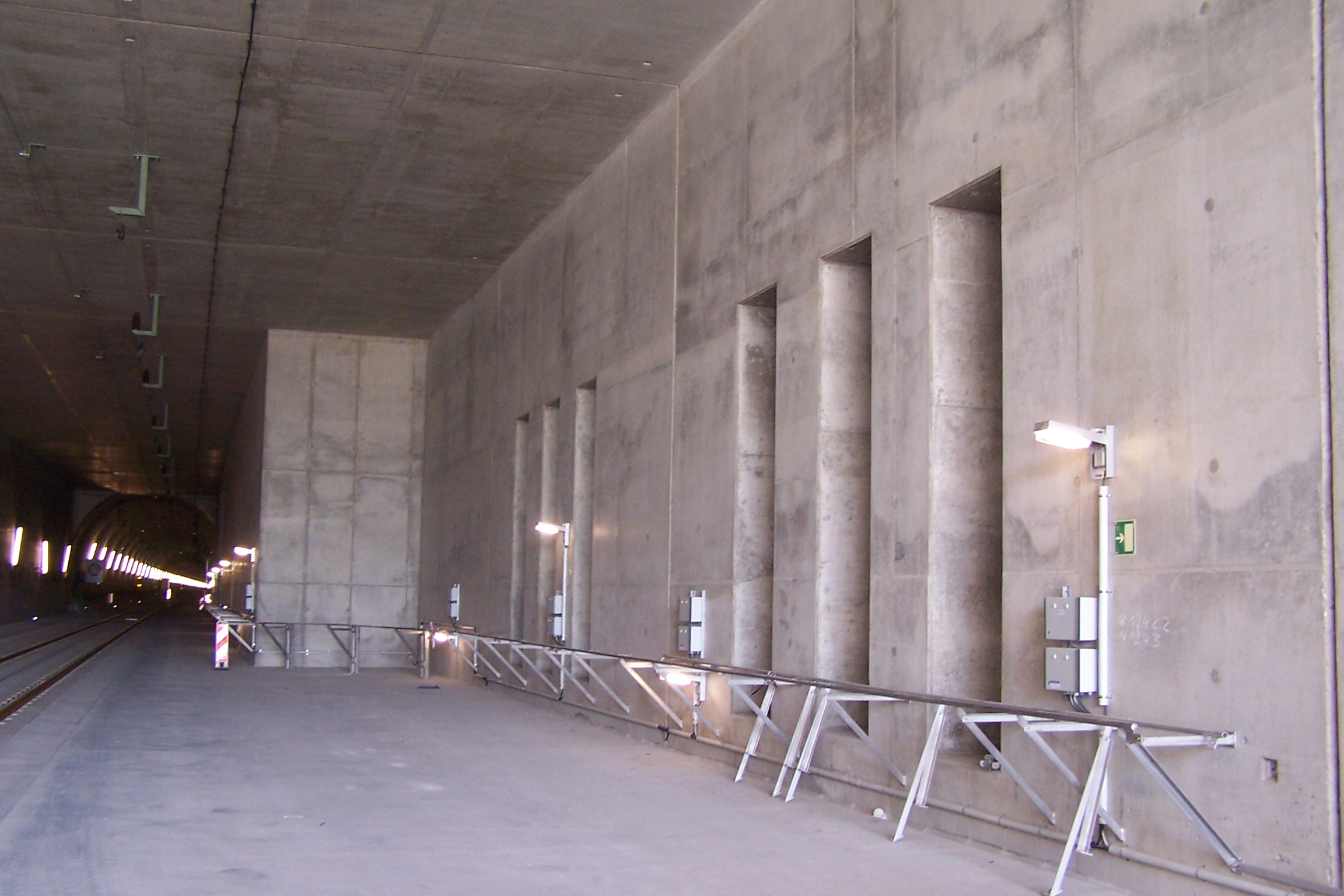
Schlitze in der Mittelwand der südlichen Portalhaube des Katzenbergtunnels. Im Hintergrund links ist der Beginn des eigentlichen Tunnelbauwerks zu erkennen.

Der Tunnelknall (engl. tunnel boom) ist ein aerodynamisches Phänomen, das beim Hochgeschwindigkeitsverkehr beim Durchfahren von Eisenbahntunneln auftritt.

## Entstehung und Einflüsse
Bei hohen Geschwindigkeiten treiben Züge Druckwellen mit Schallgeschwindigkeit vor sich her, die sich im Verlauf des Tunnels immer weiter aufsteilen: im hinteren Teil der Welle entsteht ein höherer Druck und damit eine etwas höhere Temperatur und eine etwas größere Geschwindigkeit als im vorderen Teil. Der Druckgradient wird dadurch immer größer und steiler. Mit dem Übergang vom beschränkten Querschnitt des Tunnels in den unbeschränkten Querschnitt im Freien entladen sich die Druckwellen schlagartig durch einen Knall.
Die Wahrscheinlichkeit für das Auftreten des Tunnelknalls wird durch Zuggeschwindigkeiten über 250 km/h, ungünstige Zuggestaltung, Tunnelquerschnitte unter 60 m², Tunnellängen über 5.000 m, geringe Reibungsfläche an der Innenschale und die Verwendung der Festen Fahrbahn erhöht.
Um einen Tunnelknall zu vermeiden, wurden verschiedene Gegenmaßnahmen entwickelt: Öffnungen am Tunnelportal für den Druckausgleich, Einhausungen am Portal (Haubenbauwerke), trompetenförmige Querschnittsaufweitungen, eine Erhöhung der Schallschluckfähigkeit durch strukturierte Oberflächen, aerodynamisch optimierte Bugformen von Zügen sowie verringerte Einfahrgeschwindigkeiten. Beschleunigt ein Zug nach Einfahrt in den Tunnel, tritt in der Regel kein Tunnelknall auf.

## Geschichte
Der Tunnelknall wurde erstmals 1975 in Japan beobachtet. Auf den dortigen Shinkansen-Hochgeschwindigkeitsstrecken sind kleine Querschnitte üblich. Als Gegenmaßnahme wurden Portalhauben entwickelt. In Deutschland trat das Phänomen erstmals 2005 bei ICE-Testfahrten durch die Tunnel Irlahüll und Euerwang auf.
Im Rahmen einer erwogenen Geschwindigkeitserhöhung auf den Schnellfahrstrecken Hannover–Würzburg und Mannheim–Stuttgart auf 300 km/h werden an manchen Tunneln wahrnehmbare Schallpegel erwartet.